# Сопиєв Муратберди
Муратберди (Миратберді) Сопийович Сопиєв (3 січня 1930, село Ашхабад Ашхабадського району, тепер Ахалського велаяту, Туркменістан — 12 січня 2016, село Гямі Ак-Бугдайського етрапу Ахалського велаяту Туркменістан) — радянський і туркменський державний діяч, організатор сільськогосподарського виробництва, голова-агрофірми колгоспу «Совет Туркменистаны» Ашхабадського району Туркменської РСР. Депутат Верховної Ради Туркменської РСР та Меджлісу Туркменістану. Депутат Верховної Ради СРСР 7-го скликання. Народний депутат СРСР (1989—1991). Член ЦК КПРС у 1990—1991 роках. Герой Соціалістичної Праці (8.04.1971). Герой Туркменістану.

## Життєпис
Народився в селянській родині. Закінчив неповну середню школу. З 1943 року працював у колгоспі «Совет Туркменистаны» Ашхабадського району Туркменської РСР колгоспником, завідувачем складу, рахівником.
Член ВКП(б) з 1951 року.
У 1951—1954 роках навчався у Байрамалійській сільськогосподарській школі із підготовки голів колгоспів.
У 1954—1960 роках працював заступником голови — головним агрономом колгоспу «Совет Туркменистаны».
У 1960—1978 роках — голова колгоспу «Совет Туркменистаны» Ашхабадського району. У 1966 році заочно закінчив Туркменський сільськогосподарський інститут імені Калініна. 
Указом Президії Верховної Ради СРСР від 8 квітня 1971 року за видатні успіхи, досягнуті у розвитку сільськогосподарського виробництва та виконанні п'ятирічного плану продажу державі продуктів землеробства та тваринництва, Муратберди Сопиєву було присвоєно звання Героя Соціалістичної Праці з врученням ордена Леніна та золотої медалі «Серп і Молот». За роки його керівництва колгосп був одним з найбільших і успішних господарств Туркменської РСР, свого роду «візитною карткою» республіки. Досягав високих результатів у вирощуванні бавовнику, кукурудзи, винограду, зернових, багатьох видів овочів.
У 1978—1980 роках — 1-й секретар Гяурського районного комітету КП Туркменії Ашхабадської області.
У 1980 році — голова колгоспу «Совет Туркменистаны». У 1980—1992 роках — голова-агрофірми колгоспу «Совет Туркменистаны» села Гямі Ашхабадського району. Одночасно в 1980-ті роки — голова Ради колгоспів Туркменської РСР. 
У 1992—2000 роках — голова селянського (дайханського) об'єднання-агрофірми «Туркменістан» села Гямі. У 2000—2010 роках — голова селянського об'єднання (сільськогосподарського акціонерного товариства) імені Муратберди Сопиєва села Гямі Ак-Бугдайського етрапу.
Одночасно в 2005—2010 роках — арчин (глава адміністрації) генгешу (органу місцевого самоврядування) села Гямі Ак-Бугдайського етрапу Ахалського велаяту.
У Туркменістані був одним з найбільш відомих організатор сільського господарства, як і господарство, яке він очолював. Багаторазово зустрічався з президентами Туркменістану С. Ніязовим (Туркменбаші) та Г. Бердимухамедовим, мав усіляку підтримку з їхнього боку. У різні роки був членом Конституційної комісії Туркменістану, заступником голови Центральної виборчої комісії Туркменістану (з січня 2006 року).
З 26 липня 2010 року — на пенсії. До кінця життя був радником голови сільськогосподарського акціонерного товариства імені Муратберди Сопиєва.
Помер 12 січня 2016 року в селі Гямі Ак-Бугдайського етрапу Ахалського велаяту Туркменістану. Похований у селі Гямі. 

## Нагороди і звання
- Герой Соціалістичної Праці (8.04.1971)
- три ордени Леніна (16.03.1965, 8.04.1971, 13.03.1981)
- орден Жовтневої Революції (25.12.1976)
- орден Трудового Червоного Прапора (10.12.1973)
- орден Дружби народів (30.03.1982)
- Герой Туркменістану та кавалер медалі «Золотий Півмісяць» («Алтин Ай»)
- орден «Галкиниш» (Туркменістан)
- орден «Зірка Президента» (Туркменістан)
- орден «Гарашизлик» (Туркменістан)
- орден «Гарашсиз Туркменістана болан беїк сойгісі учин» (Туркменістан) (2005)
- медаль «Ватан болан сойгісі учин» (Туркменістан)
- медаль «Гайрат» (Туркменістан)
- медалі
- Почесний старійшина Туркменістану